# Vesper (pel·lícula)
Vesper és una pel·lícula de ciència-ficció de 2022 dirigida per Kristina Buožytė i Bruno Samper, protagonitzada per Raffiella Chapman, Eddie Marsan, Rosy McEwen i Richard Brake. Ambientada en una Terra postapocalíptica desolada, el film segueix una noia de 13 anys experta en biohacking. Va ser seleccionat per competir al Festival Internacional de Cinema de Karlovy Vary 2022. S'ha doblat i subtitulat al català.

## Argument
La humanitat va intentar prevenir la crisi ecològica imminent invertint massivament en tecnologia genètica. Va fallar. Els virus i els organismes dissenyats van escapar a la natura. Van eliminar plantes comestibles, animals i grans poblacions humanes. Una oligarquia ara prospera a les ciutats tancades anomenades "ciutadelles", mentre tots els altres lluiten per sobreviure.
La gent fora de la ciutadella ha de trobar menjar i recursos pel seu compte. Per a l'alimentació, la gent depèn de les llavors comercialitzades per les ciutadelles, però aquestes estan codificades per produir només una collita i requereixen un procés especial per fer-se fèrtils. Només els científics de les ciutadelles coneixen els detalls d'aquest procés.
Vesper és una noia de 13 anys que viu en una casa al bosc amb el seu pare Darius, que està paralitzat. Darius només es pot comunicar mitjançant un dron que sembla un cap de robot flotant. Utilitza el dron per acompanyar a Vesper en la seva rutina diària mentre el seu cos real es queda al llit. Fa un any que la mare de Vesper va marxar per formar part d'un grup de persones anomenat Els Pelegrins. Són carronyaires i arrosseguen les escombraries que recullen. L'oncle de Vesper, Jonas, viu no gaire lluny. Gestiona una mena d'orfenat que utilitza per extreure sang dels nens i vendre-la a la ciutadella. Jonas també té uns éssers anomenats Jugs, humans artificials fets amb l'únic propòsit de ser una força de treball esclava.
Un dia, un vaixell de la ciutadella s'estavella a prop i en Vesper troba una jove supervivent, Camellia. Vesper la porta a casa i cura les seves ferides. Camellia promet portar Vesper i el seu pare a la ciutadella si poden trobar l'altre passatger del vaixell, un home anomenat Elias. Tanmateix, quan en Vesper va a comprovar, descobreix que Jonas també hi és. Jonas mata Elias i sospita que hi havia un altre passatger al vaixell.
En Vesper vol comunicar-se amb la ciutadella perquè vinguin a recollir Camellia però l'únic transmissor és amb Jonas. Quan Vesper revela a Camellia que Elias és mort, la dona el plora profundament. En Vesper s'adona que Camellia no és humana: és una Jug molt avançada, que sembla exactament com una humana i té emocions. L'Elias és el seu creador, però fer un Jug intel·ligent és un crim, i per tant ell i Camellia van haver d'escapar.
Vesper utilitza llavors robades de la granja del seu oncle Jonas per a un experiment que inclou mostres de la sintètica Camellia. Camellia toca una melodia d'un instrument musical que fa que els bacteris "bloquejats" de les llavors es desbloquegin. Vesper suposa que va trobar una manera de "desbloquejar" les llavors de la ciutadella i fer-les fèrtils perquè mai més tornin a morir de gana.
Jonas arriba a la casa i s'assabenta de Camellia. Vesper i Camellia aconsegueixen dominar-lo. Vesper fa un tracte: si els deixa en pau, pot tenir les llavors i prou menjar. Jonas torna al seu lloc i truca a la ciutadella, revelant-los la ubicació de Camellia. Arriben soldats de la ciutadella i maten en Jonas abans d'anar a casa de Vesper.
Camellia i Vesper corren mentre Darius es queda enrere i frena els soldats fent volar el reactor de la casa. Vesper torna corrent cap a la casa, però Camellia la deté, recordant-li que té les llavors i que amb elles pot canviar el món. Lluiten amb èxit contra dos dels soldats, després Camellia seda Vesper i es lliura a un soldat que més tard la troba.
Quan es desperta, Vesper torna a la seva casa incendiada i enterra algunes de les llavors alterades. Quatre dels fills de Jonas la troben, i Vesper decideix deixar que s'uneixin a ella mentre viatja cap al sud. Vesper i els nens veuen un pelegrí i el segueixen fins a una torre improvisada construïda pels pelegrins. Allà la Vesper puja al cim per veure el seu entorn. Primer mira cap a les ciutadelles que volen sobre la terra cremada, després es gira per enfrontar-se al bosc expansiu. Treu les llavors restants i deixa que el vent les difongui.

## Repartiment
- Raffiella Chapman com a Vesper, una noia de 14 anys que viu sola amb el seu pare; ella  demostra una gran aptitud per a la biopirateria i intenta ajudar a Camellia després de rescatar-la.
- Eddie Marsan com a Jonas, l'oncle de Vesper, que és el líder brutal d'un grup proper de supervivents.
- Rosy McEwen com a Camellia, una habitant de la ciutadella el vaixell de la qual es va estavellar al bosc abans de ser rescatat per Vesper.
- Richard Brake com a Darius, el pare de Vesper i el germà de Jonas, paralitzat però sempre seguint-la a través d'un dron parlant.
- Melanie Gaydos com a Jug, un ésser humà creat genèticament sense intel·ligència, utilitzat com a treball esclau al camp de Jonas.
- Edmund Dehn com a Elias, el pare de Camellia, que és el científic cap de la ciutadella més propera.
- Matvey Buravkov com a Boz
- Marijus Demiskis com a Med
- Markas Eimontas com a Mo
- Titas Rukas com a Beck
- Markas Sagaitis com Fitz

## Producció
La pel·lícula va ser de sis anys per als directors/escriptors Kristina Buožytė i Bruno Samper, que ja havien col·laborat junts a Vanishing Waves el 2012. They chose to shoot it in English to broaden its appeal.
Va ser rodada a Vilnius, Lituània, majoritàriament a l'aire lliure, excepte les escenes de l'interior de la casa de Vesper, que es van rodar en un estudi. L'exploració d'ubicacions a Lituània va resultar difícil, ja que hi havia dos metres de neu, de manera que la tripulació va haver d'imaginar com quedarien les ubicacions un cop la neu s'hagués fos. Encara estava nevant dues setmanes abans de l'inici del rodatge i, en aquell moment, no s'havia confirmat cap ubicació, així que van decidir les ubicacions durant el rodatge.
El director de fotografia Feliksas Abrukauskas es va inspirar en les pintures de Johannes Vermeer i Rembrandt per la llum.
Tot i que els efectes visuals estan presents a la pel·lícula, són principalment per millorar un pla amb una planta o un vaixell, ja que no es va rodar cap escena contra una pantalla verda. El dron volador de Vesper és CGI o un dron real, depenent de les preses, ja que el dron real era molt sorollós i els actors no podien concentrar-se en les seves línies quan estava volant.

## Llançament
Vesper va debutar al Festival Internacional de Cinema de Karlovy Vary de 2022 el 2 de juliol de 2022. La pel·lícula es va estrenar als cinemes francesos el 18 d'agost de 2022. Es va estrenar als Estats Units, Lituània i Turquia el 30 de setembre de 2022, i a Alemanya i Singapur el 6 d'octubre de 2022.